# Daniel Alan Webster
Daniel Alan Webster, conocido como Daniel Webster (Charleston, 27 de abril de 1949), es un congresista estadounidense, perteneciente al Partido Republicano y representante en la Cámara de Representantes de los Estados Unidos para el 11.° distrito congresional de Florida desde 2017. Anterior a este, representó al 10.° distrito congresional de Florida (que en su primer mandato era el 8.°) desde 2011 hasta 2017. Antes de ser parte del Congreso, trabajó por 28 años como miembro de la Legislatura de Florida.

## Primeros años y educación
Webster nació en Charleston, hijo de Mildred Rada y Dennis Webster y se crio en Orlando. Asistió al Instituto de Tecnología de Georgia, donde fue capellán del gobierno estudiantil de 1970 a 1971. Se graduó en 1971 con una licenciatura en ingeniería eléctrica. Webster es un pariente lejano del conocido político Daniel Webster.
Trabajó en Webster Air Conditioning and Heating, Inc, la empresa familiar de la que luego se convirtió en presidente y dueño.

## Carrera
Fue el legislador con más años de carrera que ha conocido el estado de Florida. Sus inicios en la Cámara fueron como Líder de las Minorías en 1982, desde donde escaló para llegar a Líder Republicano en 1994. Dos años después se convirtió en Portavoz de la Cámara, puesto que había deseado desde sus comienzos en la política. Webster fue representante de la Cámara Baja por 18 años, desde 1980 hasta 1998 e inició también como senador en 1998 para el Senado de Florida, un rol que cumplió hasta 2008.
Durante su carrera, ha sido parte del Comité de Reglas (2011-2014), Comité de Transporte e Infraestructura (2013-2020), Comité de Ciencia, Espacio y Tecnología (2017-2018) y el Comité de Recursos Naturales (2017-2020).

## Vida personal
Daniel y su esposa Sandra tienen 6 hijos: David, Brent, Jordan, Elizabeth, John, Victoria, y 14 nietos. Es cristiano bautista y se congrega en la Primera Iglesia Bautista de Florida Central. Además, sus hijos fueron educados en casa.